# Calala
Calala – miasto w Australii, w stanie Nowa Południowa Walia.